# Angry Birds ve filmu 2
Angry Birds ve filmu 2 (v originále The Angry Birds Movie 2) je americký animovaný film, který je pokračováním filmu Angry Birds ve filmu z roku 2016. Jde o kombinaci animovaného a hraného filmu. podle videohry Angry Birds. Premiéru v českých kinech měl tento film 29. srpen 2019, v USA 14. srpen téhož roku.

## Obsazení
| Jason Sudeikis    | Ruďák       |
| Josh Gad          | Žluťák      |
| Danny McBride     | Bombas      |
| Bill Hader        | Leonard     |
| Peter Dinklage    | Orel Vazoun |
| Rachel Bloom      | Stříbrnka   |
| Leslie Jones      | Zeta        |
| Sterling K. Brown | Garry       |
| Tiffany Haddish   | Debbie      |
| Brooklynn Prince  | Zoe         |
| Genesis Tennon    | Vivi        |
| Alma Varsano      | Sam-Sam     |
| Awkwafina         | Courtney    |
| Eugenio Derbez    | Glenn       |
| Zach Woods        | Carl        |
| Beck Bennett      | Hank        |
| Nicki Minaj       | Růža        |
| Dove Cameron      | Ella        |
| Pete Davidson     | Jerry       |
| Lil Rel Howery    | Alex        |
| Anthony Padilla   | Hal         |
| Maya Rudolph      | Matylda     |

### České znění
| Petr Rychlý        | Ruďák       |
| Jan Dolanský       | Žluťák      |
| Roman Štabrňák     | Bombas      |
| Vlastimil Zavřel   | Leonard     |
| Jan Šťastný        | Orel Vazoun |
| Tereza Martinková  | Stříbrnka   |
| Sandra Pogodová    | Zeta        |
| Milan Kačmarčík    | Garry       |
| Jana Zenáhlíková   | Debbie      |
| Mariana Franclová  | Zoe         |
| Filip Vlastník     | Vivi        |
| Adéla Naumovičová  | Sam-Sam     |
| Lucie Pernetová    | Courtney    |
| Martin Matejka     | Glenn       |
| Zbyšek Horák       | Carl        |
| Tomáš Racek        | Hank        |
| Kamila Špráchalová | Růža        |
| Kateřina Bohatová  | Ella        |
| Jiří Knot          | Jerry       |
| Ernesto Čekan      | Alex        |
| Matěj Ruppert      | Hal         |
| Tereza Bebarová    | Matylda     |

Další hlasy poskytli: Dana Černá, Michal Gulyáš, Adéla Habadová, Martin Janouš, Šárka Jánská, Barbora Ježková, Lukáš Jurek, Leontýna Kochánková, Jan Maxián, Eliška Nezvalová, Ivo Novák, Jiří Ployhar, Milan Slepička, Radka Stupková, Zdeněk Štěpán, Pavel Tesař, David Voráček, Adam VIDRAIL Lysek